# Henri Helman
Pour les articles homonymes, voir Helman.
Henri Helman (né en 1947) est un réalisateur et scénariste français.

## Biographie
Né en 1947, fils du peintre Robert Helman, ancien élève du lycée Henri-IV à Paris, diplômé de New York University et de l’École nationale supérieure Louis-Lumière, Henri Helman a été l’assistant de Marcel Carné, Claude Chabrol, Michel Audiard et Robert Parrish.
Il commence sa carrière de réalisateur avec Le Cœur froid, sélectionné dans la section Perspectives du cinéma français au Festival de Cannes, puis avec Where is Parsifal? avec Tony Curtis et Orson Welles dans la section Un certain regard au Festival de Cannes.
Entre ces deux films, il a réalisé le drame Lise et Laura (1982) avec Claude Jade dans un double-rôle.
Il met en scène la pièce Trois fois rien (1983) de et avec Catherine Allégret au Petit Montparnasse.
Puis, il commence une longue carrière télévisuelle : il crée le pilote de Nestor Burma avec Guy Marchand, réalise les feuilletons Tramontane et Méditerranée. Il obtient un 7 d'or pour L'Institutrice avec Claire Borotra. 
Il reçoit les Lauriers du Sénat pour Théo et Marie avec Catherine Jacob et Véronique Jannot.
Il réalise Lagardère avec Bruno Wolkowitch, une version moderne du Bossu, puis Le Piano oublié avec Jacques Perrin, Charlotte Corday avec Émilie Dequenne, et Cartouche, le brigand magnifique avec Frédéric Diefenthal.

## Filmographie sélective
- 1977 : Le Cœur froid, avec Maud Rayer, Johann Ménard, Michel Robin
- 1979 : Grilles closes (téléfilm), avec Valentine Tessier, Guy Kerner
- 1982 : Lise et Laura, avec Claude Jade et Michel Auclair
- 1983 : Where is Parsifal?, avec Tony Curtis et Orson Welles
- 1991 : L’Ordinateur amoureux, avec Simon de La Brosse
- 1991–1993 : Nestor Burma (TV), avec Guy Marchand et Pierre Tornade
- 1996 : La Fille des nuages, avec Robin Renucci et Isabel Otero
- 1997 : Une vie pour une autre, avec Line Renaud et Florence Thomasin
- 1998 : Théo et Marie avec Catherine Jacob et Véronique Jannot
- 1999 : Tramontane, avec Alexandra Vandernoot et Alexandra Kazan
- 1999 : Joséphine, ange gardien série télévisée Saison 3 épisode 2 : Une santé d'enfer
- 2000 : La Double Vie de Jeanne, avec Catherine Jacob et Micheline Presle
- 2001 : Méditerranée, avec Ingrid Chauvin et Charlotte Kady
- 2003 : Sauveur Giordano au nom du père, avec Pierre Arditi
- 2003 : Lagardère coécrit par Lorraine Lévy et Didier Lacoste avec Bruno Wolkowitch (pour la télévision)
- 2003 : Joséphine, ange gardien série télévisée Saison 6 épisode 4 : Le compteur à zéro
- 2004 : Joséphine, ange gardien série télévisée Saison 8 épisode 1 : Enfin des vacances !...
- 2005 : 1905, (90 min), coécrit par Pauline Rocafull et Didier Lacoste et produit par Kien production pour France 2 ; avec Sophie Quinton et Sagamore Stévenin
- 2006 : Le Piano oublié (TV), avec Jacques Perrin
- 2008 : Charlotte Corday (TV), avec Émilie Dequenne[1]
- 2008 : Joséphine, ange gardien série télévisée Saison 12 épisode 3 : Au feu la famille !
- 2009 : Cartouche, le brigand magnifique, avec Frédéric Diefenthal (Cartouche), Juliette Lamboley (Juliette) (téléfilm 2 × 90 min)
- 2011 : Louis XI, le pouvoir fracassé (téléfilm)
- 2014 : Richelieu, la Pourpre et le Sang (téléfilm)
- 2014 : La Voyante (téléfilm)

## Assistant réalisateur
- 1971 : Le drapeau noir flotte sur la marmite de Michel Audiard
- 1971 : Sur un arbre perché de Serge Korber
- 1972 : Docteur Popaul de Claude Chabrol
- 1974 : On s'est trompé d'histoire d'amour de Jean-Louis Bertuccelli
- 1974 : Marseille contrat de Robert Parrish

## Théâtre

### Metteur en scène
- 1983 : Trois fois rien de Catherine Allégret, avec Catherine Allégret, Elyane Borras et Bernard Le Coq, Petit Montparnasse